# Bianca Behúlová
Bianca Behúlová (* 8. April 2003) ist eine slowakische Tennisspielerin.

## Karriere
Behúlová spielt bislang vor allem Turniere der ITF Women’s World Tennis Tour, wo sie bislang zwei Titel im Einzel gewinnen konnte.
2021 trat sie sowohl in Wimbledon als auch bei den US Open im Einzel und Doppel der Juniorinnenwettbewerbe an, scheiterte aber in beiden Disziplinen jeweils in der ersten Runde.

## Turniersiege

### Einzel
| Nr. | Datum          | Turnier    | Kategorie | Belag | Finalgegnerin           | Ergebnis      |
| --- | -------------- | ---------- | --------- | ----- | ----------------------- | ------------- |
| 1.  | 24. April 2022 | Piracicaba | ITF W15   | Sand  | Jana Kaladsinskaja      | 2:6, 6:1, 6:4 |
| 2.  | 8. Mai 2022    | Curitiba   | ITF W15   | Sand  | Martina Capurro Taborda | 6:4, 7:62     |